# دونگ دونگ
دونگ دونگ (به انگلیسی: Dong Dong) ژیمناست زادهٔ ۱۳ آوریل ۱۹۸۹ میلادی اهل کشور چین است.